# Anna Maria Dalí
Anna Maria Dalí i Domènech, née le 6 janvier 1908 à Figueras et morte le  16 mai 1989 à Cadaqués, est une écrivaine espagnole d'expression catalane et une personnalité de la ville de Cadaqués. Elle est la sœur du peintre Salvador Dalí.

## Biographie

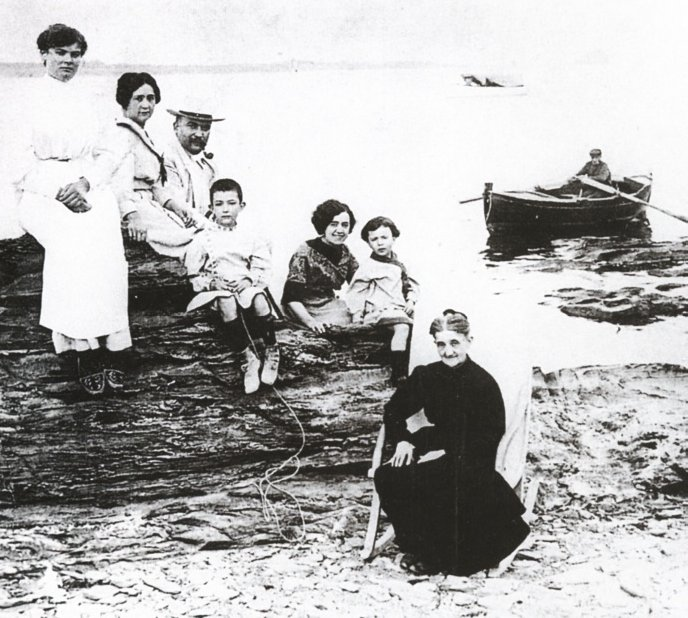
La famille Dalí, vers 1910.

Fille de Salvador Dalí (père du peintre) et de Felipa Domènech, Anna Maria est le troisième enfant du couple. Elle grandit à Figueras, où son père, Salvador, exerce comme notaire. Anna Maria grandit dans un environnement privilégié. Pendant son enfance, elle reste proche de son frère aîné, Salvador, avec qui elle passe de longs séjours dans le village côtier de Cadaqués. Durant ces périodes, elle fait la connaissance des amis de Salvador, comme le poète Federico García Lorca. Ce dernier effectue plusieurs séjours à Cadaqués, le premier, en 1925, alors qu'Anna Maria avait 17 ans. De ces rencontres naît une grande amitié, comme en témoigne leur riche correspondance.
Pendant son adolescence, Anna Maria devient un des modèles préférés de son frère Salvador. Lorsqu'en 1936, l'Espagne sombre dans la guerre civile, la famille Dali, conservatrice, est exposée aux purges du camp républicain. Si Salvador réside en France et est épargné par le conflit, Anna Maria subit de plein fouet les horreurs de la guerre d'Espagne. Elle est arrêtée le 4 décembre 1938 et accusée d’espionnage. D'autres jeunes femmes de familles aisées de son entourage ou de la même ville sont aussi arrêtées et, pour certaines, jugées et fusillées. C'est le cas, par exemple, de Sara Jordà (ca). Pendant sa détention, Anna Maria est torturée et est victime d'une crise nerveuse. Après dix-sept jours de détention, elle est remise en liberté.  Les séquelles de cet emprisonnement la poursuivront pendant plusieurs années. 
Après-guerre, elle sombre dans une dépression nerveuse de laquelle elle ne sort que grâce à la littérature. Encouragée par son ami Manuel Brunet (ca), elle écrit ses deux premiers ouvrages : Tot l'any a Cadaqués et Dalí vist per la seva germana. Ces ouvrages constituent une réponse à l'autobiographie de son frère Salvador, parue en 1942 sous le titre La vie secrète de Salvador Dalí.

## Œuvre
- (ca + es) Dalí visto por su hermana, Barcelone, 1949
- (ca) Tot l'any a Cadaqués (prologue de Manuel Brunet, xylographies de Josep Narre), 1951
- (ca) Des de Cadaqués, Granollers - Barcelone, 1982
- (ca) Miratges de Cadaqués (avec des photographies de l'auteure), Barcelone, 1985
- (ca + es) Noves imatges de Salvador Dalí (en espagnol : Dalí visto por su hermana), Barcelone, 1989

Elle a aussi rédigé le prologue de l'anthologie de poésie de Montserrat Vayreda (es) : Els pobles de l'Empordà, Figueras, 1984.

### Filmographie
- Le réalisateur catalan Ventura Pons est l'auteur du film Miss Dalí, une biographie d'Anna Maria Dalí avec les acteurs  Siân Philips, Claire Bloom, Joan Carreras et Rachel Lascar.